# Minalabac
Minalabac ist eine philippinische Stadtgemeinde in der Provinz Camarines Sur. Sie hat 52.390 Einwohner (Zensus 1. August 2015). Die Gemeinde liegt an der Küste des Golfes von Ragay.

## Baranggays
Minalabac ist politisch in 25 Baranggays unterteilt.
| - Antipolo - Bagolatao - Bagongbong - Baliuag Nuevo - Baliuag Viejo - Catanusan - Del Carmen-Del Rosario (Pob.) - Del Socorro - Hamoraon - Hobo - Irayang Solong - Magadap - Malitbog | - Manapao - Mataoroc - Sagrada (Sagrada Familia) - Salingogon - San Antonio - San Felipe-Santiago (Pob.) - San Francisco (Pob.) - San Jose - San Juan-San Lorenzo (Pob.) - Taban - Tariric - Timbang |